# Kalliojärvi (sjö i Norra Savolax, lat 63,58, long 26,42)
Kalliojärvi är en sjö i Finland. Den ligger i kommunen Kiuruvesi i landskapet Norra Savolax, i den centrala delen av landet, 400 km norr om huvudstaden Helsingfors. Kalliojärvi ligger 142,5 meter över havet. Den är 2,8 meter djup. Arean är 79,3 hektar och strandlinjen är 7,61 kilometer lång. Sjön  ingår i Vuoksens huvudavrinningsområde.   I omgivningarna runt Kalliojärvi växer i huvudsak blandskog.
I övrigt finns följande i Kalliojärvi:
- Selkäluoto (en ö)
- Heinäsaari (en ö)